# سگ خانواده
سگ خانواده (به انگلیسی: Family Dog) یک کمدی موقعیت انیمیشنی تلویزیونی آمریکایی ساختهٔ برَد برد است که تابستان سال ۱۹۹۳ از شبکه سی‌بی‌اس پخش شد. داستان این مجموعه دربارهٔ خانواده‌ای به نام بینسفورد است و این داستان‌ها از طریق چشمان سگ خانواده روایت می‌شود.